# Овийр, Сийри
Сийри Овийр (девичья фамилия — Tavel (Davel); род. 3 ноября 1947, Таллин) — эстонский политик, депутат Европарламента и бывший член Центристской партии Эстонии.

## Образование
Сийри Овийр закончила 42-ю среднюю школу города Таллина (1966), а также юридический факультет Тартуского Университета (1975).

## Карьера
- 1966—1972 — государственный Арбитраж (консультант и секретарь)
- 1972—1975 — министерство юстиции ЭССР (консультант)
- 1975—1990 — Верховный суд ЭССР (помощник председателя)
- 1992—2003 — доцент Таллинского университета

Президент Спортивного общества инвалидов Эстонии с 1991 года; член Общества юристов Эстонии, Член международного женского клуба Zonta, Президент Эстонской ассоциации Анти-СПИД с 1993—1998 и почётный президент в настоящее время.

## Политическая деятельность
С 1996 по 2002 Сийри Овийр являлась членом Таллиннского городского собрания.
Депутат VII, VIII, IX и X созывов Рийгикогу с 1992 по 2004, а также заместитель председателя Рийгикогу с 1999 по 2001 год.
С 1990 по 1992 год занимала пост министра социальных дел в правительстве Эдгара Сависаара, а также в правительстве Тийта Вяхи в 1995 и в правительстве Сийма Калласа с 2002 по 2003 года.
С 2004 года является депутатом Европарламента.
До апреля 2012 года являлась членом Центристской Партии Эстонии, из которой вышла в связи с внутрипартийными скандалами.

## Деятельность в Европарламенте
Сийри Овийр является членом фракции Союза демократов и либералов Европарламента (ALDE); является одним из председателей данной фракции.
Овийр работает в двух постоянных комиссиях: в комиссии по трудовой занятости и социальной защите, а также в комиссии по правам женщин. К тому же, политик является зам.членом в экономико-финансовой комиссии.
Помимо всего прочего, Овийр является членом действующей рабочей комиссии по отношениям между Европейским Союзом и Украиной, а также занимает пост зам. члена в комиссиях по международным отношениям ЕС и Армении, Азербайджана и Грузии.

## Личная жизнь
Сийри Овийр замужем за Михкелем Овийром, который с 2003 года занимает пост государственного контролёра Эстонской Республики. У них три дочери, одна из них — Лийза Овийр.